# Albert Puroma
Albert Aleksander Puroma (hette innan Bäckman) född 21 februari 1895 i Tusby, död 8 april 1987, var en finländsk militär.
Han anslöt sig till jägarrörelsen 1915 och var under andra världskriget chef för skyddskårsdistriktet i Viborg samt kommendör för regemente, brigad och division. Han var chef för högkvarterets kommandoexpedition 1946-49 och gränsbevakningens chef 1949-56. År 1953 blev han generallöjtnant.
Han är begravd på Sandudds begravningsplats i Helsingfors.